# Sonic Pi
Sonic Pi — среда программирования в реальном времени для создания электронной музыки, предназначенная для использования на уроках информатики и музыки в школах. Была разработана участниками компьютерной лаборатории Кембриджского университета и Raspberry Pi Foundation..
Sonic Pi позволяет писать музыку путём написания кода на Ruby. Для проигрывания музыки добавлено несколько простых, пригодных для обучения функций, таких как play , позволяющая проигрывать ноту по её MIDI-номеру или обозначению. Мелодия может быть записана посредством последовательности вызовов play и sleep, или с помощью функции play_pattern. Для задания темпа исполнения служит функция use_bpm, а для выбора текущего инструмента — use_synth.
Для синтеза звука в реальном времени Sonic Pi использует SuperCollider и другие технологии, также проект получил поддержку для проведения новых исследований и разработки от фонда Nesta.